# 正蓝旗 (内蒙古)
正藍旗是中華人民共和國內蒙古自治區錫林郭勒盟轄下的一個旗。位于浑善达克沙地边缘，草地沙漠比例約為八比二。旗政府所在地现为上都镇。

## 歷史
旗境元代為上都轄地。而正藍旗的前身为清代八旗察哈尔中的左翼四旗之一的正藍旗，康熙年間起由察哈尔都统下屬的總管统领直到民國初年。
民国成立，正藍旗先後歸察哈尔特别区、察哈尔省管理。1936年起歸屬察哈爾盟，後被蒙疆政府統治。中华人民共和国成立後於1958年廢除察哈爾盟，正藍旗归属锡林郭勒盟管轄。

## 人口
根據第七次人口普查數據，截至2020年11月1日零時，正藍旗常住人口為69908人。
截至2022年末，正藍旗户籍人口為83807人。
蒙古族和汉族為該地區的主要族群。汉族居多数，然而蒙古族仍占一定规模，至今内蒙古的察哈尔蒙古语语音以正藍旗方言為標準。

## 行政区划
正蓝旗下辖3个镇、4个苏木：
上都镇、桑根达来镇、哈毕日嘎镇、宝绍岱苏木、那日图苏木、赛音胡都嘎苏木、扎格斯台苏木、五一种畜场总场和黑城子示范区。

## 产业
正藍旗下擁有數座國營大型牧場。而該旗現今仍以畜牧為主。现在工业有了很大的发展。

## 交通
- 239国道0公里起点。

## 特产
正蓝旗奶豆腐（正蓝旗浩乳得）、正蓝旗奶皮子（正蓝旗乌日穆）：中国地理标志产品。